# Chiesi
Die Chiesi GmbH ist ein deutsches Pharmaunternehmen mit Sitz in Hamburg. Sie ist ein Tochterunternehmen der italienischen Chiesi Farmaceutici S.p.A. mit Sitz im italienischen Parma. 

## Unternehmensstruktur
Die Chiesi GmbH in Deutschland ist eine der größten Vertriebsgesellschaften des Mutterkonzerns. Die Mitarbeiter im Innen- und Außendienst kümmern sich vor allem um die Vermarktung von Medikamenten aus den vier Therapiebereichen Atemwege, Neonatologie, Seltene Erkrankungen und Transplantationsmedizin.

## Geschichte
Die italienische Chiesi Farmaceutici S.p.A. wurde 1935 in Parma gegründet, zuerst als kleinerer Laborbetrieb, 1955 folgte die erste Fabrik. Ende der 1970er Jahre eröffnete in Brasilien die erste Auslandsniederlassung des Konzerns. 1979 brachte Chiesi ein erstes Asthmamedikament auf den Markt. Nach weiteren Expansionen verfügt das Unternehmen seit 1987 über eigene Tochtergesellschaften u. a. in folgenden Ländern: China, Deutschland, Österreich, Griechenland, Großbritannien, Italien, Pakistan, USA.

## Produkte
Produkte von Chiesi werden überwiegend eingesetzt bei Erkrankungen der Atemwege, in der Neonatologie, bei Seltenen Erkrankungen und in der Transplantationsmedizin.
Mit Holoclar wurde 2015 die europaweit erste Stammzelltherapie zugelassen. Diese wird angewendet bei der seltenen Erkrankung Limbusstammzellinsuffizienz.
Für das erste Gentherapeutikum Glybera mit dem Wirkstoff Alipogentiparvovec erhielt Chiesi den Innovations-Sonderpreis der Pharmazeutischen Zeitung. Um diese Art der Therapie gibt es allerdings kontroverse Diskussionen.

## Chiesi Foundation
Die Chiesi-Stiftung Onlus ist eine Non-Profit-Organisation, die nach eigenen Angaben Forschungsprojekte und den Wissenschaftsaustausch unter Experten fördert und junge Wissenschaftler im Medizinbereich unterstützt. Zudem erhalten humanitäre Hilfsprojekte in Entwicklungsländern Zuwendungen.